# Volcán Rumoka
El volcán Rumoka, también conocido simplemente como Rumoka y Le Rumoka, es un volcán de cono de ceniza ubicado en las montañas Virunga, en la región de Kivu del Norte, República Democrática del Congo. El volcán es un cono parásito menor en uno de los flancos del volcán Nyamuragira. Se encuentra a unos 16 km al sur de la caldera del Nyamuragira.
En diciembre de 1912, el volcán hizo erupción, y la lava comenzó a fluir desde la caldera, continuando hasta marzo del siguiente año. En febrero de 1913, el Nyamuragira también estalló, lo que provocó especulaciones de que los dos se estaban afectando mutuamente de alguna manera.